# Thoracopterus
Thoracopterus è un genere di pesci ossei estinto, appartenente ai Peltopleuriformes. Visse nel Triassico medio-superiore (circa 235 - 205 milioni di anni fa) e i suoi resti fossili sono stati ritrovati in Europa e in Cina. Finora 5 specie sono state descritte, alcune con il corpo ricoperto da scaglie, altre completamente nude.